# 絶版
絶版（ぜっぱん、ぜつばん）とは、書物を重版しなくなること。
音楽・映像ソフトにおける「廃盤（はいばん）」に相当する。また工業製品一般の製造終了については、台帳から製品番号（品番）を抹消することから「廃番（はいばん）」と呼んで区別する。ただしこの3つの言葉は意味や発音が類似するため、一般には厳密に区別せず混用されている場合も多い。

## 概要
書籍がひとたび絶版になると現物が流通しなくなるため、在庫分を除いて新刊書店では購入できず、注文しても入荷しない。古書として古書店で購入できる絶版本も多い。

同じ出版社もしくは、著作権者から設定を受けた出版権を取得するなどした他者により、絶版となった書籍が復刊されることもある。絶版になった書籍の復刊を募る「復刊ドットコム」というサービスもあり、実際にこのウェブサイトでの投票結果を受け、復刊された絶版本も多数ある。
また、紙の書籍として絶版になっても、電子書籍による再刊や、注文があった時だけ印刷して販売するオンデマンド出版により、引き続き購入できるようになる本も現れている。

## 絶版と著作権
絶版と似た状態で品切重版未定というものがある。版元在庫もなく重版の予定もない点では絶版と同じだが、出版権が放棄されずに維持され続けている点が絶版と異なる。このため印刷版などは廃棄されずに保管されていることがほとんどである。例えば、岩波文庫や岩波新書は原則として絶版がないため、版元在庫のない本は全て「品切重版未定」である。
作品が映画化されるなど再び話題になった場合や、要望が多く出版社も興味を示した場合などには、絶版となっていた書籍が他の出版社から復刊されることがある。
しかし出版社と著者の間の契約が曖昧であったり、出版社が将来の人気再燃を睨んで出版権を保持しておきたがる場合もあるため、両者の区別が外部から見て判然としないことも少なくない。このため一般には、品切重版未定であっても事実上の絶版として捉えられることも多い。

### 出版の義務
著作権法により出版権者には「出版の義務」が課せられており、これを守らなければ「出版権の消滅の請求」をされる場合がある。

## 書籍が絶版になる理由
主に以下の理由が挙げられる。
1. 売上が伸びない、もしくはこれ以上売上が伸びる可能性がないと判断された場合。
  - 一番多いケースで、出版社は著作者との契約に基づき出版権を放棄し、絶版となる。後に版元となる出版社を変更した上で復刊されることがある。復刊ドットコムの子会社であるブッキングが積極的で、復刊ドットコムのウェブサイトで好意的な要望が特に多かった書籍の復刊書のみを扱っている。
  - 池田大作や文芸部員といった創価学会関係の書籍が、関係が無い出版社の絶版書籍が聖教新聞社や潮出版社といった関連出版社に引き継ぐ形で復刊されることもしばしば見受けられる。特に「潮文庫」（潮出版社）のラインナップも、版元が自社に残る作品に留まらず、版元が文庫本を扱っていない他社作品や、他社で絶版となっていた文芸部員の復刊書も非常に多い。
2. レーベル名を変更するための措置。
  - 漫画作品で多く見られる。その関係で、識別子（ISBN、日本図書コードなど）も変更する必要があるため、これまで刊行されていた版は必然的に絶版となる。
3. 出版社が倒産して無くなってしまった場合。
  - この場合、出版権の設定契約は解約されることが多いため、その出版社から出版されていた本は当然全て絶版になる。もちろん、出版権を引き継いで印刷・発行を続けてくれる出版社が見つかった本についてはこの限りではない。
4. 著者の意向によるもの。
  - 髙村薫は、一度世に出した作品でもそれを執筆当時の成果物として絶対視せずにその後も育て続けるという考えの持ち主で、文庫化などの際には全編を大幅に改稿した〈改訂版〉とし、同時にハードカバー版などの既発表版は絶版としている。
  - 少女漫画家の内田善美は、断筆して漫画家を引退する際に自らの単行本をすべて絶版とした。このため内田の単行本はプレミア価格が付き、中古市場で非常に高値で取引されている。
  - 角川春樹が1995年に角川書店から独立して角川春樹事務所（三代目法人）を立ち上げた際に、極一部の「角川文庫」・「角川ホラー文庫」作品（森村誠一など）が作者の意向で絶版になるという現象が発生した。文庫本レーベル「ハルキ文庫」・「ハルキ・ホラー文庫」はその事実上の受け皿も兼ねているため、初期のラインナップは角川文庫の絶版作品がほとんどであった。
5. 出版後、書籍の内容に問題があることが発覚または問題視された場合。
  - 安部公房の小説『飛ぶ男』は、当初は安部の遺稿として出版されたが、出版後に安部の夫人である安部真知が故人に無断で手を加えていたことが問題となり絶版とされた。なお同作品は、加筆前のものが複数の異稿とともに『安部公房全集』29巻に収録され、2024年には全集収録分を底本とする新潮文庫版が刊行された[5]。
  - 栗本薫著の『グイン・サーガ』1巻は、問題を指摘された初版を絶版として内容を修正した改訂版が改めて発刊された。
  - 『チャタレイ夫人の恋人』は、一旦は絶版（発売禁止）となったが、のちに発禁解除されて復刊した。
  - 『悪魔の詩』は、作中にイスラム教に対する不適切な描写があったため、出版された各国で襲撃事件が相次ぎ、日本でも出版記者会見中に外国人男性が乱入した事件や翻訳者である五十嵐一が殺害された事件が起きたため以後、絶版となった。
  - 平田弘史著の漫画『血だるま剣法』は、部落解放同盟から「部落差別である」と糾弾を受け、刊行より1か月で回収・絶版となった。
  - 2005年に発刊されたJTBパブリッシング『JTBキャンブックス 韓国鉄道の旅』は、日本で編纂された書籍であるにもかかわらず、2012年になって日本海の韓国名である「東海」の表記になっていることを受け、苦情が殺到する事態となり、「東海」表記がなされている版を絶版の措置を取り、回収された。後に日本海の表記に修正されたものにした上で復刊し、電子書籍版についても日本海修正版を最初から配信されている。
    - なお、日本で編纂された媒体物は、どの言語であっても「日本海」表記でなければならず（NHKワールドラジオ、NHKラジオ第2放送の各種外国語ニュース、日本で編纂された英字新聞、民間外国語放送局の報道番組など）、その逆に大韓民国で編さんされた媒体物はどの言語であっても「東海」と表記されている（KBSワールドラジオ、韓国新聞社の外国語版ウェブサイトや英字新聞、韓国政府外交部制作のPR動画[6]など）。

  - 末次由紀のほとんどの漫画作品。2005年に『エデンの花』など複数タイトルで他者の作品からのトレースが発覚した際、それまでの末次の作品の単行本全てが絶版処分（当時連載中だった『Silver』を含む）となった。
  - 講談社が2022年11月から3巻に分けて同時刊行した実用書である『ゲームの歴史』（青い鳥文庫、岩崎夏海・稲田豊史合著）は、修正が不可能な程史実と異なる誤記が非常に多く、Amazon.co.jpの商品レビュー欄を中心としたSNS上で炎上する事態となった。そのため、翌年4月10日に発売中止となり、紙書籍は絶版・書店入荷分を回収する措置を取り、電子書籍版については全サイトで配信終了となった。
  - その他にもブラック・ジャックやゴルゴ13のように一部話を収録した単行本が何らかの理由で、絶版になった例が存在する。
6. 権利上の関係
  - 週刊少年ジャンプの元編集長で、堀江信彦が集英社から独立してコアミックスを設立する際、コアミックスに知的財産権を移動する漫画作品を中心に集英社文庫のラインナップが一時的に絶版となっていた。後に集英社とコアミックスとの関係は改善され、表紙デザインを変えずに復刊されたが、絶版前の発売元がホーム社だったが、復刊後の発売元はコアミックスに変更されている。
7. 書籍に関連する不祥事が起きた場合。
  - 『世紀末リーダー伝たけし!』は、週刊少年ジャンプに連載中に作者の島袋光年が逮捕されたため、打ち切りに留まらず、単行本（ジャンプ・コミックス）まで絶版となった。スーパージャンプで再開後にワイド版（ジャンプ・コミックスデラックス）で事実上の復刊をしている。
  - 『発掘!あるある大事典』は扶桑社から書籍版が出版されていたが、捏造問題に伴う番組打ち切りを受けて絶版となった。
  - 佐村河内守著『交響曲第一番』（講談社=単行本、幻冬舎=文庫本）は、佐村河内が作曲したとされる楽曲の多くが、第三者に製作を委託していたことから、内容・主旨が全く異なることを受けて佐村河内関連における全メディアミックス作品の発売が打ち切られ、単行本については書店入庫分を含めすべて絶版・回収の処置を取った。
8. 完全非公表および原因不明。
  - みずのまことがコミカライズした『涼宮ハルヒの憂鬱』がこれにあたる。この作品は『月刊少年エース』2004年12月号掲載の8話を以って打ち切られ、2004年9月号掲載の5話までが単行本化されている。打ち切りと同時に絶版となり、このとこは安藤健二『封印作品の謎』でもこのことに触れている。